# 沃爾夫伯勒 (新罕布什爾州普查規定居民點)
沃爾夫伯勒（英語：Wolfeboro）是位於美國新罕布什爾州卡羅爾縣的普查規定居民點。

## 人口
根據2020年美國人口普查的數據，沃爾夫伯勒的面積為21.21平方千米，當中陸地面積為20.36平方千米，而水域面積為0.85平方千米。當地共有人口3300人，而人口密度為每平方千米155.59人。